# Quần áo SIDA

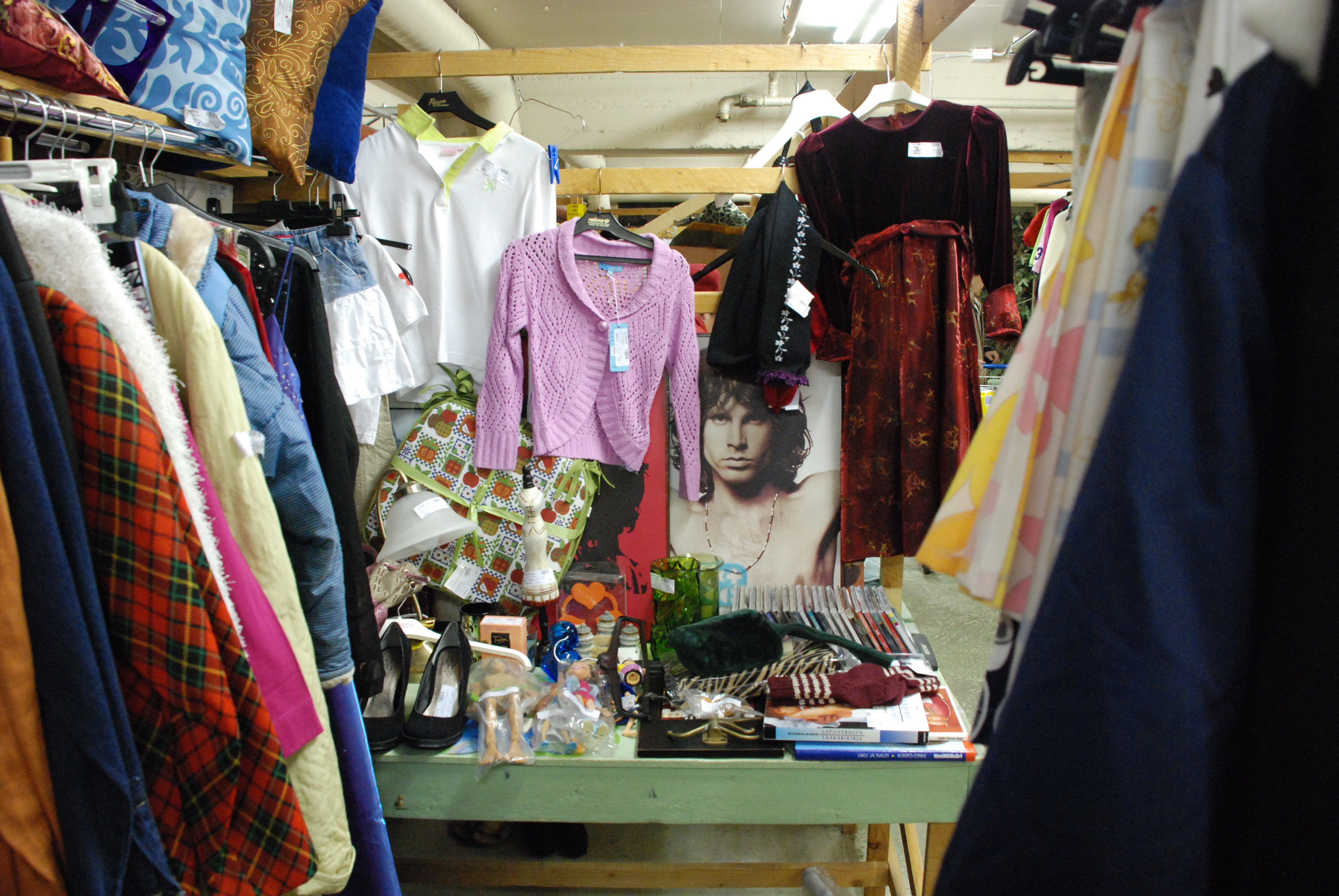
Quần áo đã sử dụng bày bán tại Tampere, Phần Lan

Quần áo SIDA là tên gọi của một số mặt hàng quần áo cũ được bày bán ở thị trường Việt Nam bắt đầu xuất hiện từ những năm cuối thập niên 1980. Nguồn gốc của những mặt hàng này là các thùng quần áo cũ do Tổ chức hợp tác phát triển quốc tế Thụy Điển (viết tắt tiếng Anh là SIDA) của Thụy Điển viện trợ. Vì thế chúng còn có các tên gọi đồ Sida, đồ Si, hàng Sida, đồ thùng, hàng thùng. Việc chữ "SIDA" trùng với tên gọi căn bệnh SIDA (viết tắt tiếng Pháp của HIV/AIDS) chỉ là ngẫu nhiên.
Vào cuối thập niên 1980 đến đầu thập niên 1990, tổ chức SIDA của Thụy Điển (Swedish International Development Cooperation Agency – Tổ chức hợp tác phát triển quốc tế Thụy Điển) có những chương trình viện trợ cho Việt Nam. Một trong những hành động đó là việc quyên góp các quần áo cũ của người dân. Các quần áo này được giặt giũ, làm sạch rồi đóng thùng gửi tới Việt Nam. Nhưng khi tới Việt Nam, do một vài lý do nào đó, các thùng quần áo này không được phát trực tiếp cho những người nghèo mà lại trở thành một mặt hàng bày bán ngoài thị trường. Chúng thường được những người kinh doanh bán tại vỉa hè hay trong những cửa hàng nhỏ. Một số nơi tập trung thành những chợ bán đồ Sida, như ở Kim Liên, Hà Nội. Những mặt hàng này với chất lượng còn tốt và giá cả thấp đã rất phổ biến, đặc biệt trong giới trẻ.
Những năm sau đó, tổ chức SIDA không còn hình thức viện trợ này cho Việt Nam, nhưng khái niệm "đồ Sida" vẫn được dùng để gọi những mặt hàng quần áo của nước ngoài đã qua sử dụng vào thị trường Việt Nam. Bên cạnh đó, từ "đồ second hand" cũng được dùng phổ biến cho cả quần áo và các mặt hàng khác đã qua sử dụng. 

## Những mặt lợi và hại của đồ SIDA mang lại

### Mặt lợi mà đồ SIDA mang lại
Lợi ích lớn nhất mà đồ SIDA mang lại đó chính là vấn đề về kinh tế. Đồ SIDA được phân làm 2 loại, một là các mặt hàng quần áo thông thường, chúng ta có thể mua ở các khu chợ đồ cũ, với giá rất rẻ, dành cho công nhân, hoặc những người có thu nhập thấp và hai là các mặt hàng đồ hiệu cao cấp được bán lại.

### Tác hại mà đồ SIDA mang lại
Đồ SIDA dễ mang lại bệnh truyền nhiễm từ những người chủ cũ. Lý do là vì đồ SIDA là loại đồ không rõ nguồn gốc xuất xứ, có thể là đồ trộm cắp, không biết chủ cũ là ai, nếu chủ cũ có bệnh tật rất dễ lưu lại vi khuẩn, mầm bệnh trên quần áo.
Đồ SIDA nhanh hư hỏng, phai màu, do thường được "tút tát" lại trước khi bán, cho nên nhiều người vẫn nghĩ mới nhưng thực chất đồ đã qua sử dụng một thời gian, cho nên việc làm mới lại sẽ bị lộ ra ngay sau lần giặt đầu tiên.
Đồ SIDA không thể đổi trả, hay khiếu nại người bán nếu có vấn đề gì xảy ra. Nếu mua đồ mới bạn có thể đổi trả, hoặc đơn giản là "bóc phốt" người bán, tuy nhiên với đồ SIDA, khi bạn mua là phải chấp nhận rủi ro nếu có. 